# Риго, Рауль
Рауль Риго́ (фр. Raoul Rigault, 16 января 1846, Париж — 24 мая 1871, Париж) — французский революционер-бланкист, участник и прокурор Парижской коммуны.

## Биография
Родился в семье советника префекта департамента Сена. Получив степень бакалавра, готовился к поступлению в Политехническую школу.
Около 1865 года, под влиянием бланкистской пропаганды, начал увлекаться политикой. Ставил задачу наладить взаимодействие между студентами и рабочими. Впервые арестован вместе с Гюставом Тридоном, Эдмоном Левро, Гастоном Да Коста и другими бланкистами в 1866 году по «делу Кафе Ренессанс».
В 1868 году сотрудничал с рядом газет республиканской направленности, затем создал собственную социалистическую и антиклерикальную газету «Démocrite» («Демокрит»). За статьи, в которых критиковался режим Наполеона III, три месяца провёл в тюрьме. Активно участвовал в студенческих собраниях, в столкновениях с полицией, подписывал воззвания и протесты студентов. В 1866‒1870 гг. преследовался за политическую деятельность полицией и более 10 раз подвергался лишению свободы.
С энтузиазмом принял падение в 1870 году Второй империи. Участвовал в сентябрьской революции 1870 года. Был назначен специальным комиссаром при префекте полиции. В период осады Парижа Риго часто выступал в клубах, что создало ему ещё бо́льшую известность. Он был избран командиром батальона национальной гвардии в V округе Парижа.
При попытке мятежа против Правительства народной обороны 31 октября 1870 г. Бланки в захваченном повстанцами Отель-де-Виле назначил его префектом полиции Парижа. Однако мятеж был подавлен и приступить к исполнению обязанностей ему не удалось. Позже участвовал в попытке мятежа 22 января 1871 г.
Во время Парижской Коммуны, 20 марта 1871 года был назначен префектом полиции Парижа. 26-го марта был избран в совет Коммуны от VII округа, а 29 марта — начальником Комитета общественной безопасности.
Риго, сторонник политического радикализма, был ответственным за расстрелы заложников, в том числе парижского архиепископа Жоржа Дарбуа (расстрелян 24 мая). Известный своей антиклерикальностью, организовал серию реквизиций в храмах Парижа и арестов священников и монахов. В апреле его действия были осуждены Советом коммуны, и Риго был вынужден оставить пост префекта полиции. 26 апреля был назначен прокурором Коммуны.
Один из руководителей обороны Парижа против «версальцев» (правительственных войск). 24 мая 1871 года, после сражения на баррикадах Латинского квартала, был захвачен «версальцами» и застрелен.